# Громме, Василий Тильманович
Василий (Вильгельм) Тильманович Громме (нем. Tilman Wilhelm Grommé; 12 (24) декабря 1836, Санкт-Петербург — 28 августа 1900, Париж) — российский художник немецкого происхождения, в 1877—1900 гг. также владелец известного замка Мезон-Лаффит.

## Учёба и карьера
Сын консула Вольного города Бремена в Санкт-Петербурге. В 1855—1867 гг. учился во Всероссийской Академии Художеств, отличался неординарными способностями и талантом, за что был награждён медалями: в 1860 г. получил 2 серебряные; в 1864 г. — 2 золотых и 1 серебряную; 1865 г. — 2 серебряных; 1866 г. — 1 серебряную; в 1867 г. — 2 золотых за картину «Лазарет в Севастополе». После 1873 г. стал почётным вольным общником. В 1885 г. художнику было присвоено почётное звание классного художника 2-й степени.

## Жизнь во Франции
Унаследовав значительное состояние, Громме предпринял ряд путешествий по южной и центральной Европе, Северной Африке, Индии. В 1877 году, после смерти бывшего владельца Кольма, он приобрёл известный замок Мезон-Лаффит под Парижем.
Обращение Громме с этим памятником истории и культуры вызывало нарекания. Так, Громме постепенно забросил северо-восточную часть малого парка, 1-й и 2-й дворы, созданные Мансаром, были им ликвидированы полностью; остатки курдонёра были отгорожены решёткой из замка де Майи. В последние годы жизни владельца замок был необитаем и, по-видимому, заброшен художником из-за дорогостоящего ремонта.
Коллекция картин и предметов старины, собранная Громме, была завещана им историко-этнографическому музею в Выборге; дар этот был настолько богат, что для него пришлось надстроить в здании музея дополнительный этаж.